# Eugène Cormon
Eugène Cormon, pseudonimo di Pierre-Étienne Piestre (Lione, 5 maggio 1811 – Parigi, marzo 1903), è stato un drammaturgo e librettista francese.

## Biografia
Era il figlio di Jean-Louis Piestre, capoufficio della prefettura del Rodano, e di Jeanne Cormon, proveniente da un' antica famiglia di librai, da cui assunse il nome quando intraprese la carriera teatrale.
È stato un autore prolifico tanto che giunse a scrivere, per lo più in collaborazione con altri autori, circa centocinquanta opere per il teatro, fra drammi, libretti d'opera lirica e commedie.
Il suo lavoro più conosciuto è il dramma Le due orfanelle, scritto inizialmente per il teatro e poi trasposto in romanzo, redatto nel 1874 con Adolphe d'Ennery. La pièce fu rappresentata per la prima volta il 20 gennaio di quell'anno al Teatro della Porta di Saint-Martin ed è divenuta poi un tema classico del cinema fin dai tempi del muto.
Divenuto nel 1859 direttore di scena dell'Opéra de Paris (carica che manterrà fino al 1871, si specializzò anche dagli anni 1840 nella creazione di libretti per opere liriche.
Il 15 agosto 1860 gli venne conferita la Legion d'onore.
Il suo dramma Philippe II, Roi d'Espagne ispirò l'opera di Giuseppe Verdi, Don Carlos (1867).
Dal 1874 Cormond amministrò anche il Teatro del Vaudeville.

## Opere
- 1836: Le Vagabond, dramma popolare in 1 atto, con Julien de Mallian;
- 1837: Le Réfractaire, ou Une nuit de la mi-carême, vaudeville in 2 atti, con Mallian;
- 1838: La Femme au salon et le Mari à l'atelier, comédie-vaudeville in 2 atti, con Mallian;
- 1846: Philippe II, roi d'Espagne, dramma
- 1847: Mlle Agathe, commedia-vaudeville in un atto, con Augustin Lagrange e Adolphe d'Ennery;
- 1847: Gastibelza, opera scritta con Adolphe d'Ennery, musica di Aimé Maillart
- 1849: Le Moulin des tilleuls, opéra-comique in 1 atto, con Mallian, musica di Aimé Maillart;[2]
- 1851: La Ferme de Primerose, commedia vaudeville, con Charles-Gaspard Delestre-Poirson e Félix Dutertre de Véteuil;
- 1855: Théâtre des zouaves, vaudeville in un atto scritto in collaborazione con Eugène Grangé[3]
- 1856: Les Dragons de Villars, opéra-comique scritta con Lockroy, musica di Aimé Maillart
- 1863: Les Pêcheurs de perles, opera scritta con Michel Carré, musica di Georges Bizet
- 1866: José Maria, opéra-comique scritta con Henri Meilhac, musica di Jules Cohen
- 1867: Robinson Crusoé, opéra-comique scritta con Hector Crémieux, musica di Jacques Offenbach
- 1869: Rêve d'amour, opéra comique in 3 atti, con A. d'Ennery, musica di Daniel Auber;
- 1874: Le due orfanelle, dramma in 5 atti e 8 quadri, con Adolphe d'Ennery, musica di Jean-Jacques Debillemont;
- 1877: Une cause célèbre, dramma in 6 parti, con A. d'Ennery;